# Emil Ludwig Schmidt

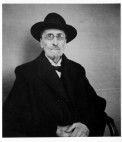
Emil Ludwig Schmidt

Emil Ludwig Schmidt (* 7. April 1837 in Obereichstätt; † 22. Oktober 1906 in Jena) war ein deutscher Anthropologe und Ethnologe.

## Werdegang
Emil Ludwig wurde als Sohn des Hütteningenieurs Johann Georg Schmidt (* 6. Dezember 1804 in Zeppenfeld; † 27. Oktober 1876 in Oertelsbruch/Thüringen) und dessen am 7. Januar 1834 in Weilburg/Lahn geheirateten Frau Katharina Mariane Jakobine Metzler (* 8. April 1803 auf der Johannisburg bei Nenderoth/Westerwald; † 5. März 1872 in Hockeroda) geboren.
Schmidt begann 1857 sein Studium in Jena und Bonn. 1861 wurde er zum Dr. med. et phil. an der Universität Berlin promoviert. 1862 war er zunächst Assistent an der chirurgischen Klinik Bonn, bevor er im selben Jahr zum Leiter des Alfried Krupp Krankenhauses in Essen und Hausarzt des hypochondrischen Alfred Krupp berufen wurde. 1869–1870 und 1876 unternahm Schmidt anthropologische Forschungsreisen nach Nordamerika und 1875 nach Ägypten. 1885 erfolgte seine Habilitation an der Universität Leipzig; es war die erste im Fach Anthropologie in Deutschland. 1889 wurde er zum außerordentlichen Professor für Anthropologie und Ethnologie, 1896 zum Honorarprofessor ebendort berufen. 1889 bis 1890 unternahm er eine erneute Forschungsreise nach Südindien und Ceylon. Von 1895 bis 1900 war er außerordentliches Mitglied der Königlich Sächsischen Gesellschaft der Wissenschaften.
1900 schenkte Schmidt der Universität Leipzig seine mehr als 1.000 Schädel umfassende anthropologische Sammlung. Im Quertrakt des Präpariersaalbereiches der Universität Leipzig befindet sich als Teil der Lehrsammlung makroskopischer Präparate am Institut für Anatomie die so genannte „Schädelgalerie“ mit einer umfangreichen anthropologischen Schädelsammlung. Sie besteht im Wesentlichen aus der Schenkung von Schmidt. Er wollte seine wertvolle Sammlung ursprünglich dem Institut für Anatomie schenken. Wegen eines Zerwürfnisses mit Wilhelm His, dem damaligen Direktor, ging die Sammlung 1901 jedoch an die Philosophische Fakultät. Später wurde sie mit der Sammlung Carus zusammengeführt und 1918 vom Institut für Anatomie übernommen. 1930 erfolgte die Verlagerung an das Ethnologisch-Anthropologische Institut. Heute befinden sich beide Sammlungen in der Leipziger Anatomie. Die Schädelsammlung umfasst: 1068 Schädel aus 5 Kontinenten, 135 Mumienköpfe, 60 vorgeschichtliche Schädelabgüsse aus der Sammlung Schmidt und 170 Schädel und Gipsabgüsse der Carus-Sammlung. Die Universität Leipzig will die Sammlung langfristig auflösen. Eine Reihe von Schädeln sind bereits in die Herkunftsländer zurückgeführt und dort bestattet worden.

## Hauptwerke
- Die ältesten Spuren des Menschen in Nordamerika, Hamburg 1887
- Anthropologische Methoden, Leipzig 1888
- Die Vorgeschichte Nordamerikas im Gebiete der Vereinigten Staaten, Braunschweig 1894
- Reise in Süd-Indien, Leipzig 1894
- Ceylon, Berlin 1897

## Familie
Schmidt verheiratete sich am 3. September 1890 in Leipzig mit Cäcilie Eleonore Charlotte Overbeck (* 4. November 1856 in Leipzig; † 16. August 1921 in Jena), Tochter des Klassischen Archäologen Johannes Overbeck (1826–1895) und dessen am 24. August 1853 in Bonn geheirateten Frau Auguste Goldfus (* 30. Mai 1829 in Poppelsdorf bei Bonn; † 25. November 1899 in Leipzig). Aus der Ehe stammt der Sohn Erich Johannes Rudolf Schmidt (* 6. September 1891 in Leipzig), Dr. phil. Archäologe in Stuttgart, ⚭ am 23. Mai 1923 in Richtenberg/Vorpommern mit Anna Elisabeth Romberg (* 4. März 1899 in Berlin), die Tochter des Pfarrers in Erlau bei Schleusingen Otto Friedrich Romberg und dessen Frau Maria Magdalena Pirscher.
Siehe auch
- Familienkreis Jauch-Overbeck